# جنبش های جدایی طلب هند
جدایی در هند معمولاً به جدایی ایالتی اشاره دارد که خروج یک یا چند ایالت از جمهوری هند است. در حالی که برخی خواهان یک ایالت جداگانه، قلمرو اتحادیه یا یک تقسیم اداری خودمختار در هند هستند. بسیاری از جنبش‌های جدایی‌طلب با هزاران عضو وجود دارند، با این حال، برخی از آنها از حمایت محلی کم و مشارکت بالای رأی دهندگان در انتخابات دموکراتیک برخوردار هستند. با این حال، در همان زمان، درخواست کشوری جداگانه در داخل تحت اداره اتحادیه هند از یک ایالت موجود می‌تواند منجر به اتهامات جنایی تحت قانون جدایی در هند شود. هند در ماده ۱ قانون اساسی هند به عنوان «اتحادیه ایالت ها» توصیف شده‌است، یعنی کشوری از بین رفتن ناپذیر از ایالت‌های تخریب پذیر که در آن یک ایالت یا قلمرو اتحادیه هند به هیچ وجه نمی‌تواند از هند جدا شود.
شورش ناکسال-مائوئیست در هند با قیام ناکسلبری در سال ۱۹۶۷ در بنگال غربی آغاز شد. بعدها به ایالت‌های جنوبی هند نیز گسترش یافت. در حال حاضر توسط حزب کمونیست هند (مائوئیست‌ها) رهبری می‌شود و در برخی از مناطق ایالت‌های چاتیسگر، بیهار، جارکند، ماهاراشترا، اودیشا، آندرا پرادش و تلانگانا فعال هستند. مناطقی که Naxals در آن فعالیت می‌کنند به عنوان کریدور سرخ شناخته می‌شوند. حمایت آنها عمدتاً با جمعیت قبیله ای هند است که اغلب توسط دولت منتخب نادیده گرفته شده‌اند.
جنبش خلستان در پنجاب در دهه ۱۹۸۰ و اوایل دهه ۱۹۹۰ فعال بود، اما سرکوب شد و در نهایت از بین رفت. جنبش‌های جدایی‌طلبانه در شمال شرقی هند شامل چندین جناح جدایی‌طلب مسلح در ایالت‌های شمال شرقی هند می‌شوند که از طریق کریدور سیلیگوری به بقیه هند متصل هستند، نواری از زمین به عرض ۲۳ کیلومتر (۱۴٫۳ مایل). شمال شرقی هند از هفت ایالت آسام، مگالایا، تریپورا، آروناچال پرادش، میزورام، مانیپور و ناگالند تشکیل شده‌است. تنش‌هایی بین شورشیان در این ایالت‌ها و دولت مرکزی و همچنین در میان مردم بومی بومی آنها و مهاجران از سایر مناطق هند وجود داشت. شورش‌ها در سال‌های اخیر با کاهش ۷۰ درصدی حوادث شورش و کاهش ۸۰ درصدی مرگ و میر غیرنظامیان در شمال شرق در سال ۲۰۱۹ نسبت به سال ۲۰۱۳، به سرعت کاهش یافته‌است در انتخابات سراسری هند در سال ۲۰۱۴، دولت هند مدعی شد که مشارکت ۸۰ درصدی رای‌دهندگان در تمام ایالت‌های شمال شرقی هند داشته‌است، که بالاترین میزان در میان تمام ایالت‌های هند است. مقامات هندی ادعا می‌کنند که این نشان دهنده ایمان مردم شمال شرق به دموکراسی هند است. شورش به دلیل عدم حمایت عمومی محلی تا حد زیادی ناچیز شده‌است و منطقه خشونت در کل شمال شرق عمدتاً به منطقه ای کاهش یافته‌است که سه اتصال بین آسام، آروناچال پرادش و شمال ناگالند است.
جامو و کشمیر از سال ۱۹۸۹ به مدت طولانی توسط شورش‌ها شکسته شده‌است اگرچه شکست حکومت و دموکراسی هند در ریشه نارضایتی اولیه بود، پاکستان نقش مهمی در تبدیل این کشور به شورش کاملاً توسعه یافته ایفا کرد. برخی از گروه‌های شورشی در کشمیر از استقلال کامل حمایت می‌کنند، در حالی که برخی دیگر به دنبال الحاق به پاکستان هستند. به‌طور واضح تر، ریشه‌های شورش به مناقشه بر سر خودمختاری محلی گره خورده‌است. توسعه دموکراتیک در کشمیر تا اواخر دهه ۱۹۷۰ محدود بود و تا سال ۱۹۸۸ بسیاری از اصلاحات دموکراتیک ارائه شده توسط دولت هند معکوس شد و کانال‌های غیر خشونت‌آمیز برای ابراز نارضایتی محدود شد و باعث افزایش چشمگیر حمایت از شورشیان شد که از جدایی خشونت‌آمیز از هند حمایت می‌کردند. . در سال ۱۹۸۷، یک انتخابات ایالتی مورد مناقشه که به‌طور گسترده تصور می‌شود تقلب شده‌است، یک کاتالیزور برای شورش ایجاد کرد. در سال ۲۰۱۹، وضعیت ویژه جامو و کشمیر لغو شد. از آن زمان، ارتش هند عملیات ضد شورش خود را تشدید کرده‌است. درگیری‌ها در نیمه اول سال ۲۰۲۰ ۲۸۳ کشته بر جای گذاشت. قرنطینه جامو و کشمیر ۲۰۱۹–۲۰۲۱ یک قرنطینه امنیتی و قطعی ارتباطات بود که در سرتاسر جامو و کشمیر اعمال شده بود که تا فوریه ۲۰۲۱ ادامه داشت، با هدف مهار پیشگیرانه ناآرامی، خشونت و اعتراضات. هزاران غیرنظامی، عمدتاً مردان جوان، در این سرکوب بازداشت شده و هستند. دولت هند اعلام کرده بود که اقدامات سختگیرانه قرنطینه و استقرار قابل ملاحظه نیروهای امنیتی با هدف مهار تروریسم صورت گرفته‌است. لغو و قرنطینه متعاقب آن با محکومیت چندین کشور به ویژه پاکستان مواجه شد.
هند چندین قانون مانند قوانین قدرت‌های ویژه نیروهای مسلح (AFSPA) را برای سرکوب شورش در بخش‌های خاصی از کشور معرفی کرده‌است. این قانون ابتدا در مانیپور اجرا شد و بعداً در سایر ایالت‌های شمال شرقی شورش زده به اجرا درآمد. در سال ۱۹۹۰ پس از وقوع یک شورش مسلحانه در سال ۱۹۸۹، به اکثر مناطق ایالت جامو و کشمیر هند گسترش یافت. هر قانون به سربازان در مناطق مشخص در برابر پیگرد قانونی تحت حکومت ایالتی مصونیت می‌دهد، مگر اینکه دولت هند برای چنین پیگرد قانونی تحریم قبلی را صادر کند. دولت معتقد است که AFSPA برای بازگرداندن نظم در مناطقی مانند سرزمین‌های هندی کشمیر و مانیپور ضروری است. این اقدام توسط دیده‌بان حقوق بشر به عنوان «ابزار سوء استفاده از دولت، سرکوب و تبعیض» مورد انتقاد قرار گرفته‌است. در ۳۱ مارس ۲۰۱۲، سازمان ملل متحد از هند خواست تا AFSPA را لغو کند، زیرا در دموکراسی هند جایی ندارد.